# Gegant (pel·lícula)
Gegant (títol original: Giant) és una pel·lícula de 1956, dirigida per George Stevens. El text és una adaptació de Fred Guiol i Ivan Moffat sobre la novel·la d'Edna Ferber. És protagonitzada per Elizabeth Taylor, Rock Hudson i James Dean en els papers principals, i Carroll Baker, Jane Withers, Chill Wills, Mercedes McCambridge, Dennis Hopper, Sal Mineo, Rod Taylor i Earl Holliman en els secundaris. Gegant va ser la darrera pel·lícula de Dean, el qual va morir poc abans de l'estrena en un accident de trànsit. La seva veu va ser doblada per Nick Adams.
Va ser nominada a 10 Oscars, i només obtingué el de millor director.
El 2005, el film va ser seleccionat pel National Film Registry dels Estats Units per a la seua conservació a la Biblioteca del Congrés. Va ser descrita com a "culturalment, històricament i estèticament significant". Ha estat doblada al català.

## Argument

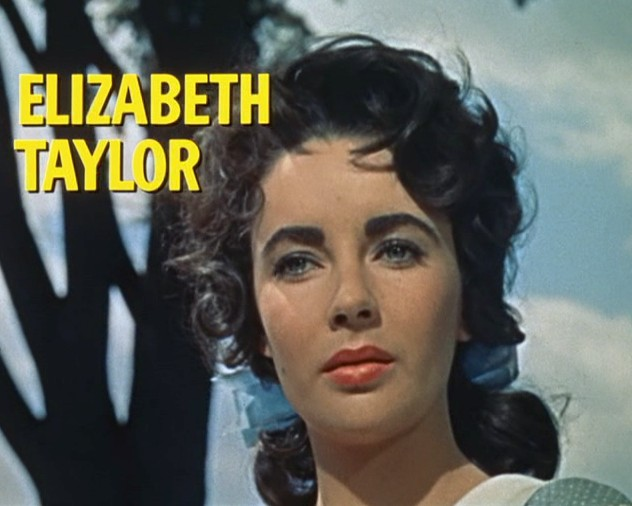
Elizabeth Taylor en el paper de Leslie.

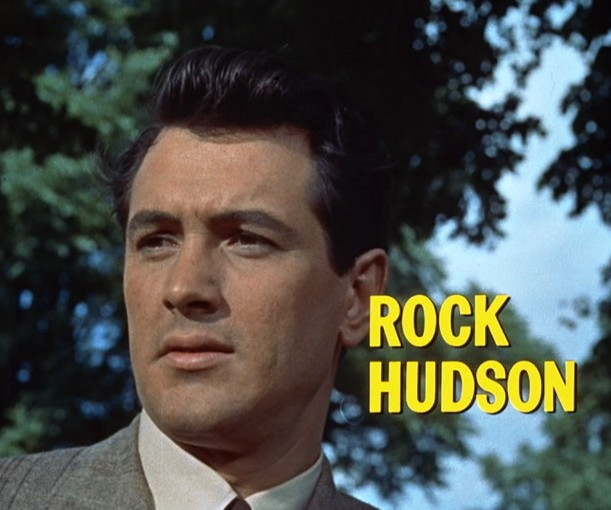
Rock Hudson en el paper de Jordan.

Bick Benedict (Rock Hudson) és el cap d'una nissaga de rics ranxers texans. Va a Maryland per un cavall i hi coneix Leslie (Elizabeth Taylor), amb qui es casart. Tornen a Texas per començar la seua vida junts en la hisenda familiar, Reata. La germana de Bick, Luz (Mercedes McCambridge), no es du bé amb la seva nova cunyada, mentre Jett Rink (James Dean) un dels treballadors de la familia, és envejós i festeja Leslie.
Luz mor i en el seu testament deixa a Jett una porció de terra, Little Reata, que Bick intenta recuperar sense èxit. Mentrestant, Leslie dona a llum a tres infants.
Jett descobreix petroli en el seu terreny i esdevé un personatge ric, llençant-ho a la cara del seu veí. Bick i Jett Rink tenen una baralla i el segon fuig.
En els anys anteriors a la II Guerra Mundial, la companyia petroliera de Jett li fa guanyar una fortuna, mentre Bick prefereix seguir sent ranxer, però Jett el convenç perquè també produisca petroli per contribuir a l'esforç bèl·lic. Alhora, Jett flirteja amb la filla de Bick, la Luz Junior.
Després de la guerra, les diferències dins la família Benedict creixen: Bick vol que el seu fill Jordy es faça càrrec del ranxo, però aquest vol ser metge, mentre la filla Judy vol romandre a Texas, tot i la intenció de sa mare d'enviar-la a Suïssa.
A la vegada, la rivalitat entre Bick i Jett creix quan el primer descobreix que l'antic capatàs s'ha citat amb Luz Jr. En una gran festa, Jordy vol lluitar amb Jett després que els seus treballadors facen fora la seva dona, per ser mexicana. Bick vol també enfrontar-se amb Jett, però finalment només li diu que sols té els seus diners, i marxa. La festa acaba amb Jett solitari i ebri.
La pel·lícula és un retrat de la transformació que va sofrir Texas amb el petroli, que va fer multimilionaris als ranxers. També destaca el racisme cap als mexicans, reflectit en el menyspreu de Bick i Luz al principi, mentre que a la festa final, en Bick defensa a la seua nora i el seu net d'origen mexicà.

## Repartiment
- Elizabeth Taylor: Leslie Benedict
- Rock Hudson: Jordan 'Bick' Benedict Jr.
- James Dean: Jett Rink
- Carroll Baker: Luz Benedict II
- Jane Withers: Vashti Snythe
- Chill Wills: oncle Bawley
- Mercedes McCambridge: Luz Benedict
- Dennis Hopper: Jordan Benedict III
- Sal Mineo: Angel Obregón II

## Premis i nominacions

### Premis[3]
- 1957: Oscar al millor director per George Stevens

### Nominacions[3]
- 1957: Oscar a la millor pel·lícula
- 1957: Oscar al millor actor per James Dean
- 1957: Oscar al millor actor per Rock Hudson
- 1957: Oscar a la millor actriu secundària per Mercedes McCambridge
- 1957: Oscar al millor guió adaptat per Fred Guiol i Ivan Moffat
- 1957: Oscar a la millor direcció artística per Boris Leven i Ralph S. Hurst
- 1957: Oscar al millor vestuari per Moss Mabry i Marjorie Best
- 1957: Oscar al millor muntatge per William Hornbeck, Philip W. Anderson i Fred Bohanan
- 1957: Oscar a la millor banda sonora per Dimitri Tiomkin
- 1957: Globus d'Or a la millor pel·lícula dramàtica
- 1957: Globus d'Or al millor director per George Stevens